# Maksymilian Łepkowski
Maksymilian Łępkowski (7. října 1817 – 1. července 1893 Zasław) byl rakouský politik polské národnosti z Haliče, v 2. polovině 19. století poslanec Říšské rady.

## Biografie

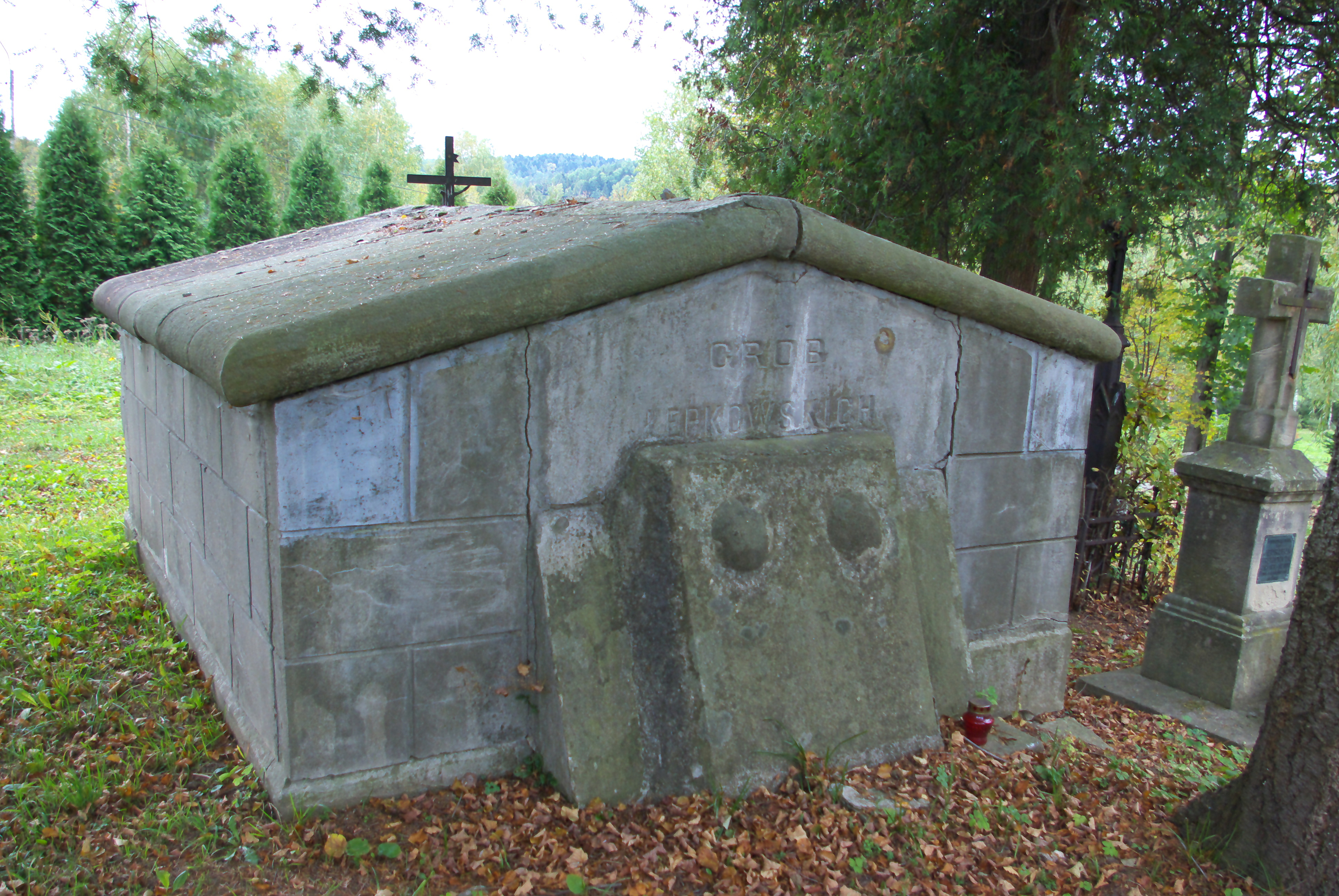
Hrobka rodiny Łępkowských v Zagórzi.

Angažoval se v politice. Zastával funkci předsedy okresní rady v okrese Sanok. Působil rovněž jako předseda vzájemného pojišťovacího spolku.
Byl i poslancem Říšské rady (celostátního parlamentu), kam usedl v prvních přímých volbách roku 1873 za kurii velkostatkářskou v Haliči. Slib složil 10. listopadu 1873. V roce 1873 se uvádí jako rytíř Maximilian von Lępkowski, statkář, bytem Zasław. Byl členem poslanecké frakce Polský klub.
Zemřel v červenci 1893 ve věku 76 let, po dlouhé a těžké chorobě.